# Heinrich Zimmer (celtologue)
Pour les articles homonymes, voir Zimmer.
Ne doit pas être confondu avec Heinrich Zimmer.
Heinrich Friedrich Zimmer (né le 11 décembre 1851 à Kastellaun et mort le 29 juillet 1910 à Hahnenklee) est un celtologue et indologue prussien. Il est le premier professeur prussien de celtologie.

## Biographie

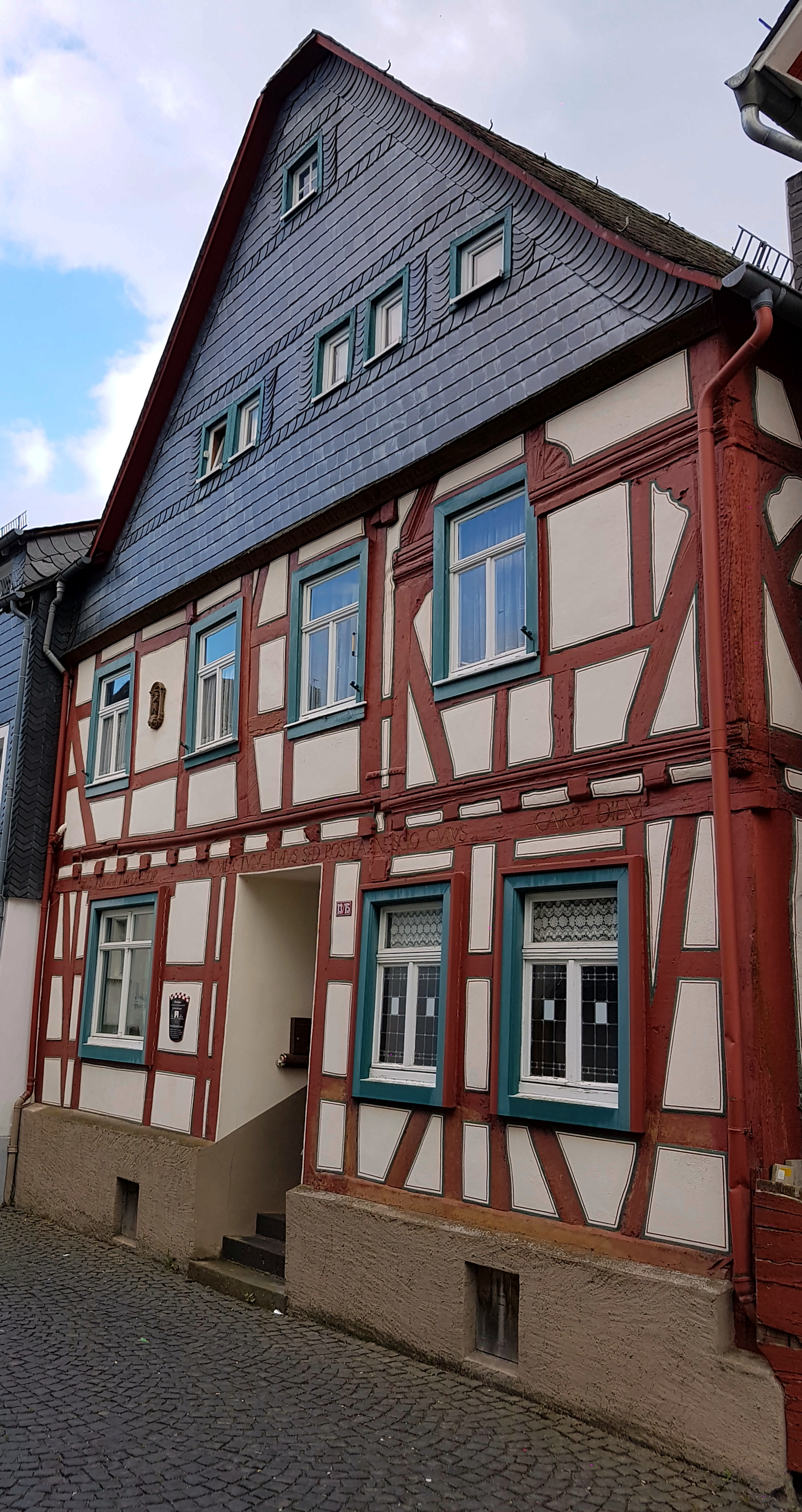
Maison natale de Heinrich Friedrich Zimmer à Kastellaun

Chambre est issu d'une famille d'agriculteurs dans le Hunsrück qui dans le bourg de Kastellaun, exploite également une petite usine de tissage de lin et qui, malgré le déclin naissant de cet artisanat textile paysan, réussi à atteindre une prospérité modeste pour pouvoir envoyer son fils à l'université de Strasbourg. Là, il veut devenir enseignant. Il étudie la philologie classique, l'indologie (sanskrit) et la celtologie. L'indologue Rudolf von Roth est l'un de ses professeurs à l'université de Tübingen.
En 1878, Zimmer termine sa formation à l'Université de Berlin. Au semestre d'hiver 1878/1879, le jeune Ferdinand de Saussure étudie avec lui. En 1881, Zimmer est nommé professeur de sanskrit et de linguistique comparée à l'Université de Greifswald . En 1901, il accepte une chaire de langues celtiques à l'université Frédéric-Guillaume de Berlin, la première dans l'Empire allemand.
En 1878 et à nouveau en 1899, Zimmer reçoit le prix de parrainage de la Fondation Bopp (de). En 1894, il est élu membre correspondant de l'Académie des sciences de Göttingen. Depuis janvier 1902, il est membre à part entière de l'Académie prussienne des sciences, à partir de 1906 également membre correspondant de l'Académie bavaroise des sciences. Il obtient également le titre de conseiller privé .
En 1910, Zimmer se suicide en se noyant à cause d'une maladie incurable. Il est enterré lors d'un «enterrement silencieux» à Hahnenklee, Harz. Son fils Heinrich Robert Zimmer est également devenu un indologue. Le successeur de la chaire berlinoise est Kuno Meyer en 1911.

## Travaux
- Die Nominalsuffixe A und Â in den germanischen Sprachen, Trübner, Strassburg 1876 (Quellen und Forschungen zur Sprach- und Kulturgeschichte der germanischen Völker, Band 13).
- Altindisches Leben. Die Cultur der vedischen Arier nach den Samhitā dargestellt, Weidmann, Berlin 1879.
- Glossae Hibernicae e codicibus Wirziburgensi Carolisruhensibus aliis, Weidmann, Berlin 1881.

- Keltische Studien. Weidmann, Berlin 1881–1884;
  - Heft 1: Irische Texte mit Wörterbuch. 1881;
  - Heft 2: Über altirische Betonung und Verskunst. 1884.
- Pelagius in Irland. Texte und Untersuchungen zur patristischen Litteratur, Weidmann, Berlin 1901.
- Randglossen eines Keltisten zum Schulstreik in Posen-Westpreussen und zur Ostmarkenfrage, Weidmann, Berlin 1907.
- Sprache und Literatur der Kelten im allgemeinen. In: Heinrich Zimmer, Kuno Meyer, Ludwig Christian Stern, Heinrich Morf, Wilhelm Meyer-Lübke: Die romanischen Literaturen und Sprachen. Mit Einschluss des Keltischen (= Die Kultur der Gegenwart. Tl. 1, Abt. 11, 1). Teubner, Berlin u. a. 1909, S. 1–77.
- William Dwight Whitney: Indische Grammatik, umfassend die klassische Sprache und die älteren Dialecte (= Bibliothek indogermanischer Grammatiken. 2, ZDB-ID 501992-8). Aus dem Englischen übersetzt von Heinrich Zimmer. Breitkopf und Härtel, Leipzig 1879, (Digitalisat).